# Schron w Okienniku Wielkim
Schron w Okienniku Wielkim – schronisko (rodzaj jaskini) na Wyżynie Częstochowskiej, w obrębie wsi Piaseczno w województwie śląskim, powiecie zawierciańskim, w gminie Kroczyce. Znajduje się poniżej wielkiego okna skalnego w najwyższej skale Okiennika Wielkiego.

## Opis jaskini
Jest to jaskinia przelotowa o dwóch otworach przebijających skałę i długości 9 m. Znajduje się w zbudowanej z wapienia skale, a została wydrążona przez wodę niegdyś przepływającą przez skałę. Widoczny w skale duży otwór znajduje się w pionowej ścianie. Drugie wejście do jaskini jest trudne do odszukania i ciasne, człowiek z trudem tylko może przez nie się przecisnąć. Zapewniało to jaskini dużą obronność, a położenie wysoko w skale rozległe widoki. Komora jaskini jest sucha i obszerna, może w niej pomieścić się nawet 50 osób. W jednym z jej boków znajduje się nisza, która prawdopodobnie mogła służyć jako palenisko.

## Legendy i historia
Według jednej z legend jaskinię zamieszkiwali zbójnicy. Inna legenda podaje, że mieszkali oni w drewnianym grodzie wybudowanym poniżej skały, a w jaskini przechowywali złupione skarby. W XIX w. jakiś poszukiwacz skarbów podobno znalazł w jaskini sztabkę złota, więc poszukiwacze skarbów przekopali namulisko jaskini.
W 1911 r. w namulisku przeprowadzono badania archeologiczne. Miało ono grubość około 60 cm i znaleziono w nim popiół, węgiel drzewny, skorupy glinianych naczyń i całe oraz pogruchotane kości zwierzęce. W 1914 r. namulisko ponownie przebadał prof. Stefan Krukowski i znalazł fragmenty glinianych naczyń oraz żelazne wyroby z okresu średniowiecza. W 1921 r. znaleziono jeszcze narzędzia krzemienne, a w 1939 r. opublikowano pełne sprawozdanie z badań archeologicznych. Według archeologów jaskinia była zamieszkiwana przez ludzi prehistorycznych zaliczanych do kultury mikocko-prądnickiej (środkowy paleolit, około 60 tysięcy lat temu).

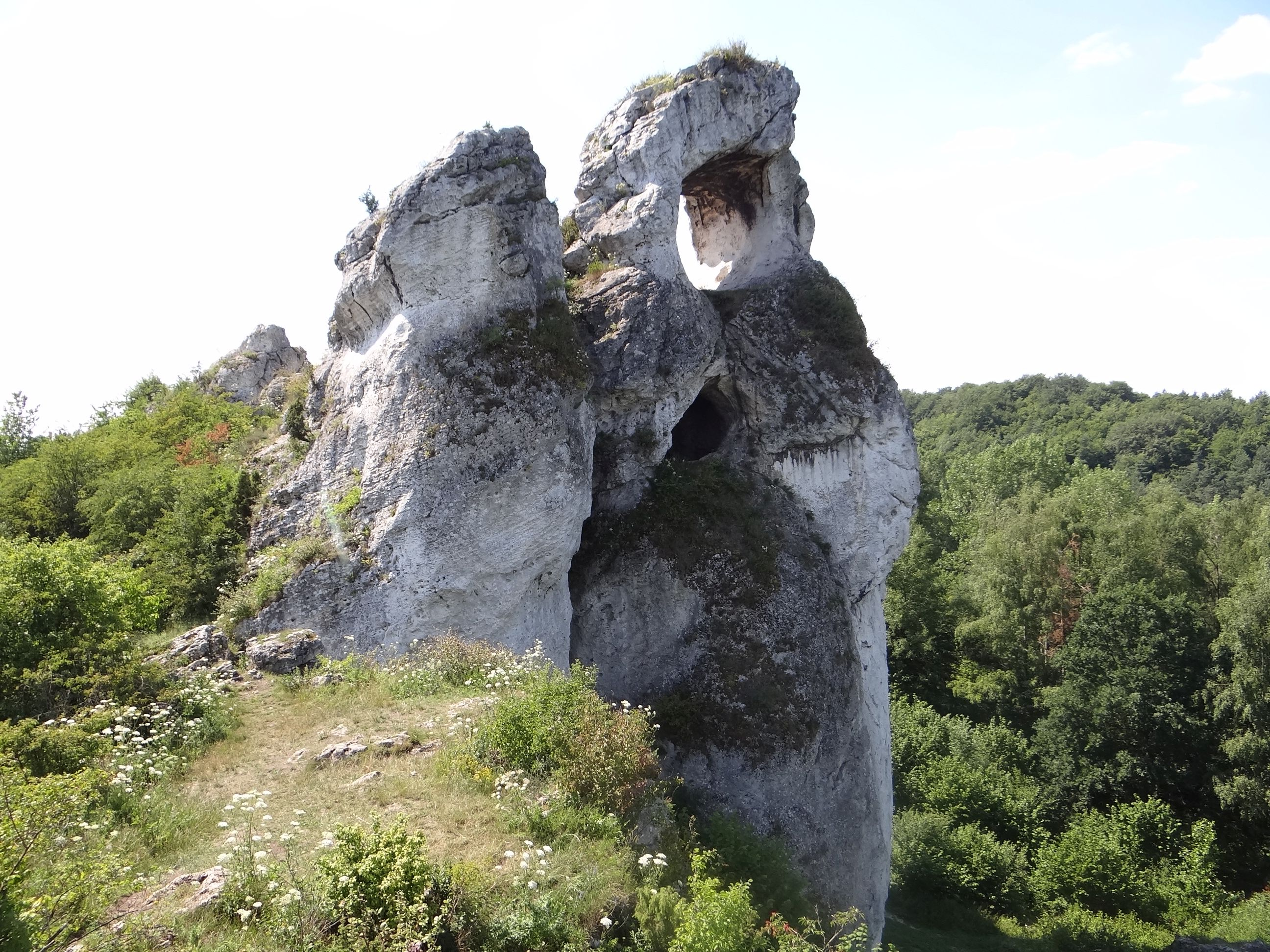
Otwór schroniska poniżej okna skalnego
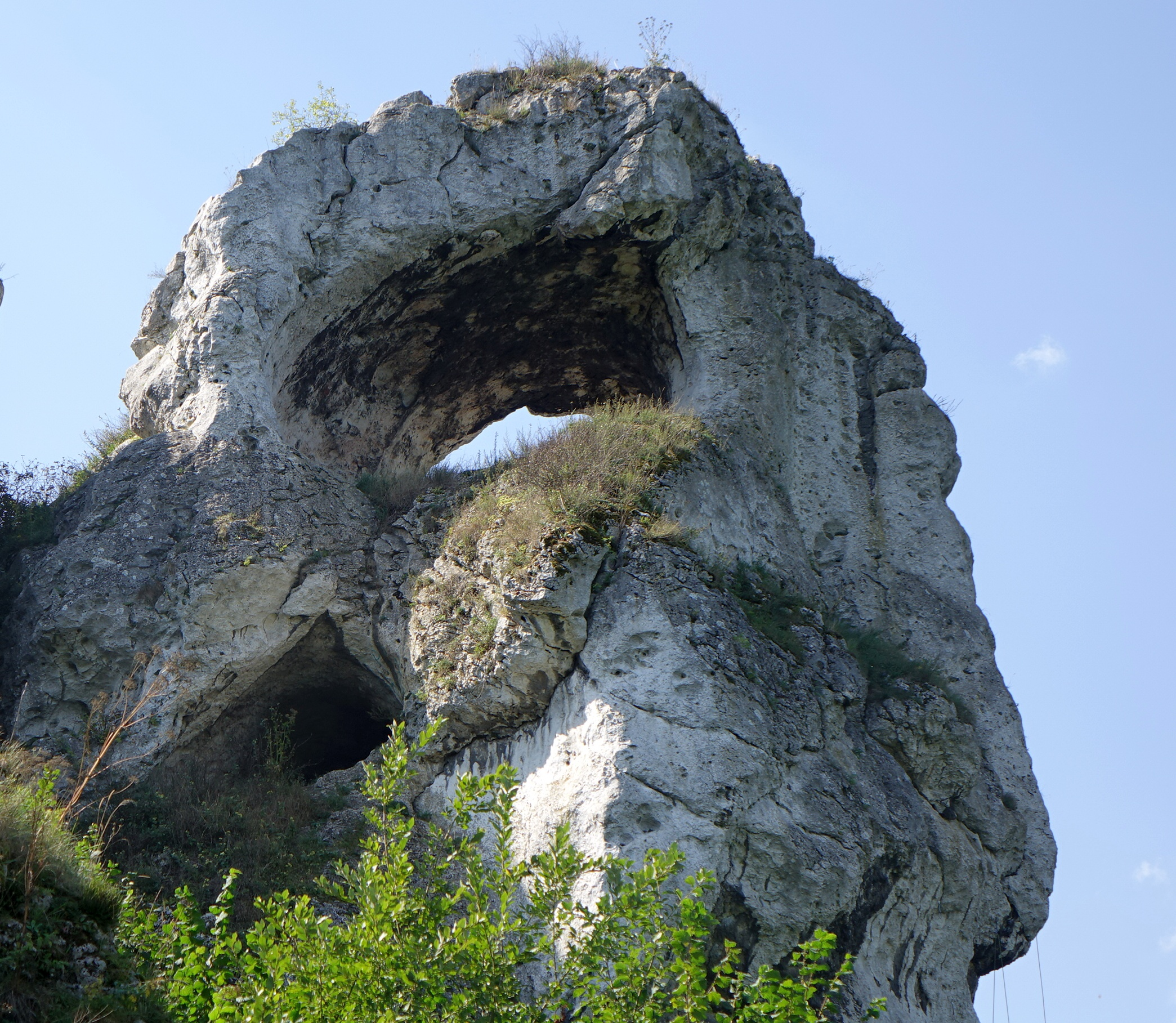
Okno i Schron w Okienniku Wielkim